# Wassenach
Wassenach is een plaats in de Duitse deelstaat Rijnland-Palts, en maakt deel uit van de Landkreis Ahrweiler.
Wassenach telt 1.210 inwoners.

## Bestuur
De plaats is een Ortsgemeinde en maakt deel uit van de Verbandsgemeinde Brohltal.